# Josip Tadić
Josip Tadić (* 22. August 1987 in Đakovo, SFR Jugoslawien) ist ein kroatischer Fußballspieler auf der Position eines Stürmers.

## Karriere
Josip Tadić begann in der Jugendmannschaft vom NK Osijek. Dort schaffte er es bis in die erste Mannschaft und wechselte zur Saison 2005/06 in die deutsche Fußball-Bundesliga zu Bayer 04 Leverkusen, wo er sich jedoch nicht in die erste Mannschaft spielen konnte. Deshalb spielte er die meiste Zeit bei der zweiten Mannschaft in der Regionalliga Nord. Sein Bundesliga-Debüt feierte der Kroate im Spiel gegen Hannover 96 am 17. Spieltag der Saison 2005/06. Dieses Spiel war aber auch sein einziges Bundesligaspiel bei den Leverkusenern. Anfang 2007 kehrte Tadić nach Kroatien zurück und schloss sich Dinamo Zagreb an. Dort kam er regelmäßig zum Einsatz und trug mit 5 Toren zum Gewinn der kroatischen Meisterschaft bei. Als Meister nahm Dinamo Zagreb an der Qualifikation zur UEFA Champions League teil, wo der kroatische Spitzenverein in der dritten Qualifikation gegen Werder Bremen ausschieden; in den beiden Spielen gegen die Bremer hatte er nicht gespielt. Daraufhin spielte Josip Tadić mit Dinamo Zagreb im UEFA-Pokal und erreichte dort, nachdem man Ajax Amsterdam ausschalten konnte, die Gruppenphase, wo die Zagreber als Gruppenvierter ausschieden. In der nächsten Saison verlief die Europatournee von Dinamo Zagreb ähnlich. Nach zweieinhalb Jahren, in denen Tadić mit Dinamo Zagreb dreimal nacheinander die Meisterschaft gewann, wechselte er nach Frankreich in die Ligue 1 zu Grenoble Foot. Auch wegen einer Knieverletzung konnte er nicht an seine Zeit in Zagreb anknüpfen und zum Ende der Saison 2009/10 stieg er mit Grenoble Foot aus der Ligue 1 ab. Auch in der Ligue 2 war die Zeit für Josip Tadić enttäuschend und nach einem halben Jahr in der französischen Zweitklassigkeit verließ der Kroate Frankreich. Sein neuer Verein war erneut in Deutschland, in der Bundesrepublik schloss er sich dem Zweitligisten Arminia Bielefeld an. Schnell erkämpfte sich Tadić beim von Finanzproblemen geplagten ostwestfälischen Verein einen Stammplatz und schoss sechs Tore, dennoch musste Bielefeld in die 3. Liga absteigen.
Daraufhin wechselte er im Juli 2011 ablösefrei zum zyprischen Erstligisten Omonia Nikosia. Dort löste er jedoch seinen laufenden Vertrag im August schon wieder auf und wechselte zum polnischen Erstligisten Lechia Gdańsk. Dort kam er in der Hinrunde der Saison 2011/12 zu elf Einsätzen, erzielte jedoch kein Tor. In der Winterpause wurde er aus der ersten Mannschaft suspendiert und kam in der restlichen Saison nur noch zu einem Einsatz in der zweiten Mannschaft in der vierten Liga. Mitte Juli 2012 wechselte Tadić zum australischen Erstligisten Melbourne Heart. In 22 Punktspielen erzielte er 6 Tore und kehrte nach einem Jahr wieder nach Kroatien zurück. Dort unterschrieb Josip Tadić einen Vertrag bei HNK Rijeka. Bei diesem absolvierte er allerdings nur ein Meisterschafts- sowie ein Europa-League-Qualifikationsspiel, ehe er für den Rest der Spielzeit an den Ligakonkurrenten NK Zadar verliehen wurde. Beim Klub aus der südkroatischen Hafenstadt wurde er in insgesamt 24 Ligapartien eingesetzt, in denen er sieben Tore erzielte und weitere vier für seine Teamkameraden vorbereitete. Im kroatischen Pokalbewerb des Jahres 2013/14 war Tadić ebenfalls als Torschütze erfolgreich. Bei vier absolvierten Pokalspielen kam er insgesamt zweimal zum Torerfolg und schied mit der Mannschaft gegen den NK Istra 1961 im Viertelfinale aus. Im Juli 2014 wechselte Tadić als Ersatz für den zum Ligakonkurrenten SK Rapid Wien abgewanderten Robert Berić zum österreichischen Bundesligisten SK Sturm Graz. Bei den Grazern unterschrieb er einen Zweijahresvertrag mit Option auf ein weiteres Jahr. Nach einem eher unbefriedigenden ersten Jahr sicherte sich Josip Tadić einen Stammplatz und schoss in 19 Pflichtspielen 10 Tore, davon 4 in der Liga, allerdings zog er sich im November 2015 einen Bänderriss zu. Nachdem er sich auskuriert hatte, wechselte er im Januar 2016 in die Türkei zum Zweitligisten Balıkesirspor. Er unterschrieb einen bis Juni 2018 gültigen Vertrag. Bereits zur nächsten Winterpause heuerte er bei NK Slaven Belupo Koprivnica und setzte damit seine Karriere wieder in Kroatien fort.
Im September 2017 wechselte er nach Litauen zu Sūduva Marijampolė. Mit Sūduva konnte er in der Saison 2017 litauischer Meister werden und im folgenden Jahr konnte der Titel verteidigt werden. Zwischenzeitlich war Josip Tadić zu NK Slaven Belupo Koprivnica zurückgekehrt, und im Mai 2018 zog es ihn nach Hong Kong zu Kitchee SC. Im Sommer 2019 kehrte er zu Sūduva Marijampolė zurück, mit dem er die Meisterschaft 2019 gewann.

## Erfolge
mit Dinamo Zagreb
- 3× Kroatischer Meister: 2006/07, 2007/08 und 2008/09

mit Sūduva Marijampolė
- 1× Litauischer Meister: 2017
- Litauischer Pokal

Pokalsieger (1×): 2019